# 世代断裂バラエティー にちようYAH!YAH!YAH!
世代断絶バラエティー にちようYAH!YAH!YAH!（せだいだんぜつばらえてぃー - やぁやぁやぁ）は、北海道放送（HBCラジオ）で1999年4月から2000年3月の日曜12:00〜17:55(JST)に生放送されていたラジオ番組。

## 概要
- 政治・経済・映画・音楽・グルメと、幅広い分野の情報が乱れ飛ぶ世代間トークバトル。
- 価値観や考え方の違う、4世代を代表するパーソナリティーのギャップを楽しむ内容のバラエティ番組。
- 番組終了直前にホームページが完成したが、番組終了と同時に閉鎖。

## パーソナリティー
- 福沢恵介（40代以上の代表、M2層）：当時、HBCラジオで福沢恵介の今夜も貴方とLive and Talkのパーソナリティーも務めていたミュージシャン
- 民野智恵美（30代代表、F1層）：フリーアナウンサー
- 中野智樹（20代代表、M1層）：現在、HBCラジオで期間延長バラエティー・アキトムDX・ベストテンほっかいどうやラジ魂のパーソナリティーとして活躍中のDJ
- 田中さやか（10代代表、ティーン）：当時、北海道北広島西高等学校の高校3年生

## タイムテーブル
- 12:00 道新ニュース・道路情報・天気予報
- 12:05 オープニング
  - お父さんのためのベストテン講座 Part1（10-6位）
- 12:30 ニュース・道路情報・天気予報
- 12:35 お父さんのためのベストテン講座 Part2（ 5-1位）
  - フリートーク
- 13:00 ニュース・道路情報・天気予報
- 13:05 今週の世代別気になるTOPIC
  - ミュージック・フリートーク（13:30までの時間が空いたとき）
- 13:30 ニュース・道路情報・天気予報
- 13:35 フリートーク
- 13:40 中野智樹の「結婚直前ドタンバ インタビュー」
  - ミュージック・フリートーク（14:00までの時間が空いたとき）
- 14:00 道新ニュース・道路情報・天気予報
- 14:05 福沢恵介の青春アイドル伝説
- 14:20 田中さやかの欲しいモノ図鑑
毎週、田中さやかが福沢恵介に若い子が欲しがる旬のイマドキのものをおねだりするコーナー。「父親と娘の会話」というカンジ
- 14:30 ニュース・道路情報・天気予報
- 14:35 民野智恵美のシリーズ「くらし」
- 14:52 フラワーメール 〜花に託すトゥルーマインド〜
- 15:00 ニュース・道路情報・天気予報
- 15:05 ケータイYAH!YAH!YAH!
  - ミュージック・フリートーク（15:30までの時間が空いたとき）
- 15:30 ニュース・道路情報・天気予報
- 15:35 中野智樹と田中さやかの大人にならなきゃ計画
- 15:45 福沢恵介の渡る世間は訳のわからん奴ばかり
  - フリートーク

17時台の「世代間トークバトル」の参加者募集の呼びかけ
- 16:00 ニュース・道路情報・天気予報
- 16:05 (4月から9月まで)2001年音楽の旅（NRN系ネット）
- 17:00 道新ニュース・道路情報・天気予報
- 17:05 世代間トークバトル
- 17:30 ニュース・道路情報・天気予報
- 17:35 フリートーク
- 17:40 今日のスポーツの結果
- 17:45 世代別来週の予定
- エンディング

## 関連番組
- 福沢恵介の今夜も貴方とLive and Talk
- ベストテンほっかいどう
- 期間延長バラエティー・アキトムDX
- ラジ魂